# Sergej Prjachin
Sergej Vasilijevitsj Prjachin (Russisch: Сергей Васильевич Пряхин) (Moskou, 7 december 1963) was een Sovjet-Russisch ijshockeyer.
In totaal werd Prjachin één maal wereldkampioen en één keer werd hij tweede.
Prjachin speelde gedurende zijn carrière drie maal voor HC Krylja Sovetov Moskou. Ook speelde hij voor de Calgary Flames in Canada.